# Ludwig Lentze
Friedrich Wilhelm Ludwig Lentze (ur. 3 października 1815, zm. 7 sierpnia 1876) – niemiecki prawnik i urzędnik kolejowy.

## Życiorys
Ojcem był Franz Anton Lentze (1777–1849), kupiec, przedsiębiorca i deputowany. Syn studiował prawo i nauki polityczne w Bonn i Berlinie, złożył egzamin asesorski, i powierzono mu funkcję sędziego w Wyższym Sądzie Rejonowym (Oberlandesgericht) w Arnsberg, a następnie sędziego szeregu sądów okręgowych (kreisrichter). Z wymiaru sprawiedliwości przeszedł do kolejnictwa – Dyrekcji Kolei w Saarbrücken (Eisenbahndirektion Saarbrücken), gdzie zarządzał budową linii kolejowej Saarbrücken-Luksemburg (Eisenbahn Saarbrücken-Luxemburg) (-1858), i Ren-Nahe (Rhein-Nahe Bahn) (-1859). Za oba projekty został odznaczony. Pracował w kilku dyrekcjach kolei (eisenbahndirektionen), w 1862 zapoznał się z kolejnictwem brytyjskim, został mianowany prezesem Dyrekcji Kolei we Wrocławiu – Kolei Górnośląskiej (Oberschlesischen Eisenbahn) (1867–1876). Pod jego kierownictwem, rozbudowano infrastrukturę połączeń zarządzanej sieci z Pomorzem, Prusami Zachodnimi, Galicją, Austrią i Węgrami. Po śmierci, został przewieziony do rodzinnego miasta Arnsberg i pochowany na cmentarzu Eichholzfriedhof.